# Tchilanzar

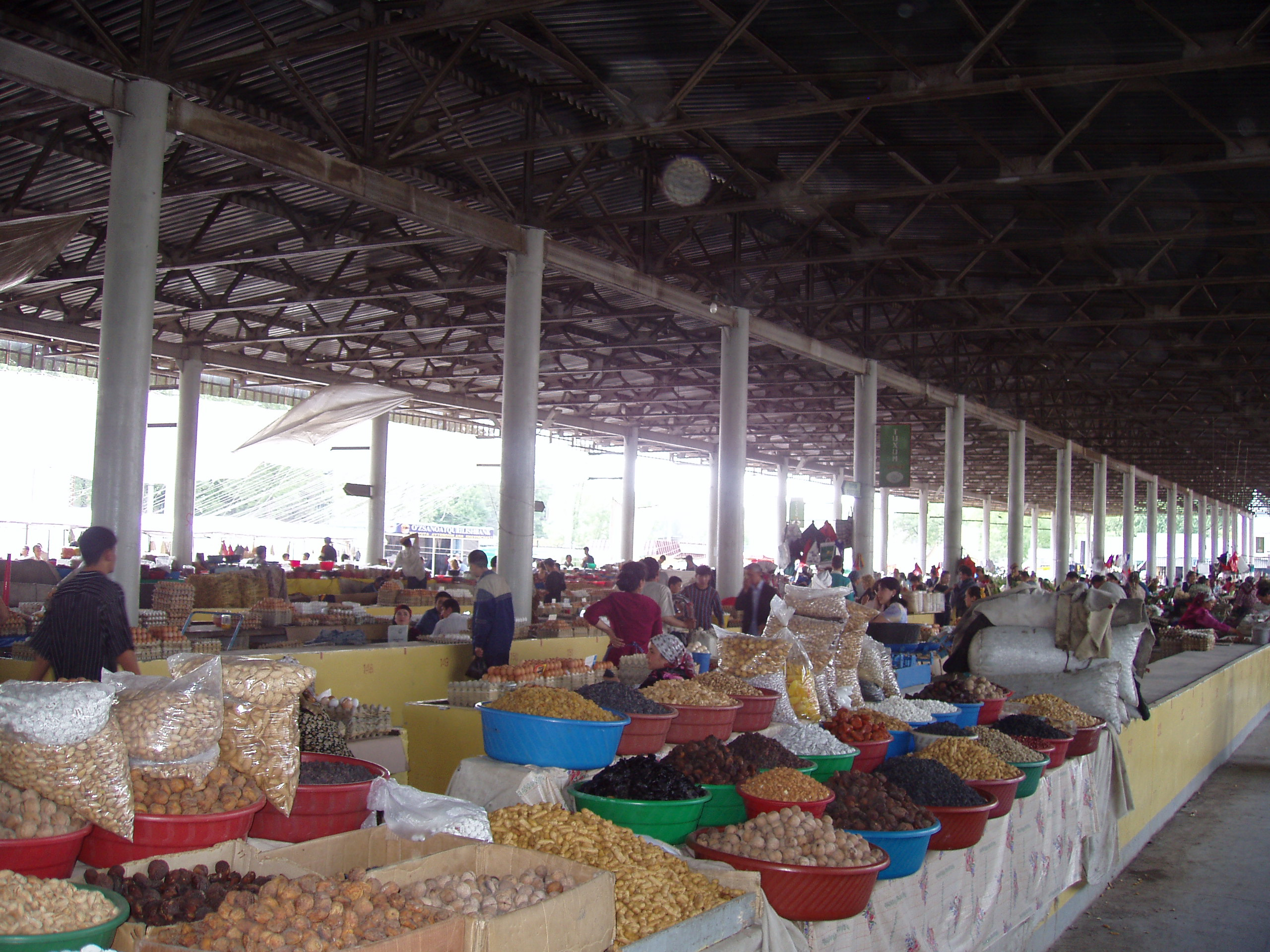
Le bazar alimentaire Farkhadski (Farhod) à Tchilanzar

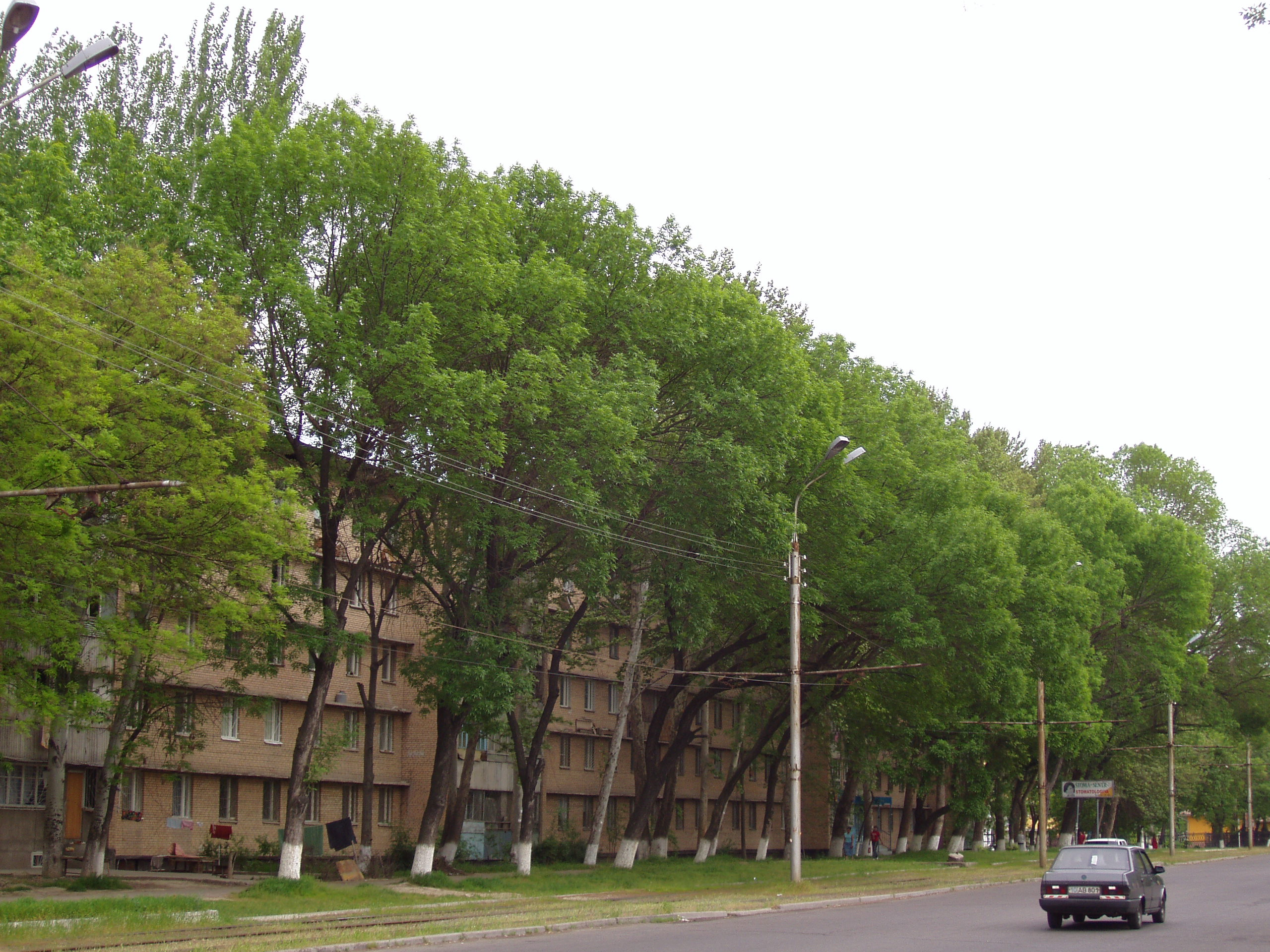
Immeubles résidentiels à Tchilanzar (quartier 26)

Tchilanzar ou Chilanzar (Chilonzor en ouzbek, qui signifie « verger de jujubiers », selon Mallickij N. G. c'est la déformation du mot « Chinorzor », qui signifie « plantation de platanes » ; Чиланзар en russe) est un quartier résidentiel très boisé situé dans la partie sud-ouest de la ville de Tachkent, capitale de l'Ouzbékistan. Le quartier s'étend sur les territoires des arrondissements de Tchilanzar (Chilonzor) et d'Outchtepa (Uchtepa, anciennement Akmal Ikromov) de la ville.

## Quartier de Tchilanzar
Le quartier de Tchilanzar fut érigé dans la banlieue rurale de Tachkent à partir de 1956 et prit surtout une expansion considérable à la suite du tremblement de terre de 1966 qui a secoué la ville. Plusieurs organismes de construction envoyés par les républiques soviétiques ont bâti gratuitement d'après leurs plans et matériaux originaux des maisons d'habitation et les infrastructures dans ce quartier. On peut noter particulièrement la contribution des constructeurs de Moscou (quartier 26), Léningrad (25), Biélorussie (24), Géorgie, Azerbaïdjan, Kirghizie, Arménie, RSFS de Russie (quartier 23).
Lieux d'intérêt :
- Marché couvert (bazar) Farkhadski (Farhod bozori), le 3e par la taille en ville.
- Stade, piscine et complexe sportif de l'armée (ex-Troudovyé Réservy)[2].
- Stations de métro "Chilonzor" et "Ulug'bek", inaugurées en 1977.
- Parc national Ghafour Ghouliam (anciennement Oulougbek) avec un lac et une plage publique.
- Monument à Al-Khorezmi (Al-Khuwārizmī), grand savant du Moyen Âge.

La rue Katartal située dans Tchilanzar est considérée comme le Quartier rose (lieu de prostitution) de la capitale ouzbek.

## Arrondissement de Tchilanzar
L'arrondissement (raïon) de Tchilanzar (Chilonzor tumani en ouzbek, Чиланзарский район en russe) est une unité administrative de la ville de Tachkent formée en 1963 et située entre le canal Oq-Tepa (Aktépé : "colline blanche") au Nord, le canal de Bourdjar à l'Est, et la rue Bobur au Sud-Ouest. Sa supérficie est de 2 530 hectares. Sa délimitation diffère de celle du quartier de Tchilanzar.
Lieux d'intérêt :
- Le quartier d'Oq-Tepa (Aktépé) près de la rivière de Boz-sou dans l'arrondissement de Tchilanzar recèle un site archéologique de la période d'avant l'invasion arabe. Le site est composé d'un kourgane de 15 m de hauteur, lié au culte des panthéistes et des vestiges d'un château fort carré avec 4 tourelles datant du IVe siècle. Le site possède également des ajouts tout aussi à usage religieux datant du Ve au VIIIe siècle. Tout porte à croire qu'Oq-Tepa fut un carrefour commercial majeur de la ville (madina) de Tchatch, ancêtre de Tachkent.

- Monument à Youri Gagarine, centre commercial et cinéma homonyme.